# سفارة سلوفينيا في ألبانيا
سفارة سلوفينيا في ألبانيا هي أرفع تمثيل دبلوماسي لدولة سلوفينيا لدى ألبانيا. تقع السفارة في وهي تهدف لتعزيز المصالح السلوفينية في ألبانيا.

## وصلات خارجية
- الموقع الرسمي
- قائمة سفارات سلوفينيا
- قائمة السفارات في ألبانيا